# Список албанських письменників
У цій статті наведено список албанських письменників за прізвищами за алфавітним порядком.

## A
- Резе Абдулаху (нар. 1990)
- Дрітеро Аґолі (1931–2017)
- Мімоза Ахметі (нар. 1963)
- Юл'єт Аліцка (нар. 1951)
- Ґезім Альпіон (нар. 1962)
- Валдете Антоні (нар. 1953)
- Дімітер Антоні (1922–1995)
- Ліндіта Арапі (нар. 1972)
- Фатос Арапі (нар. 1930)
- П'єтер Арбнорі (1935–2006)
- Асдрені (1872–1947)

## Б
- Франґ Бардьї (1606–1643)
- Марін Барлеті (XV століття)
- Екьрем Баша (нар. 1948)
- Нафіз Бежані (1928–2004)
- Маріо Белліцці (нар. 1957)
- Костянтин Бератський (XVIII століття)
- Бен Блюші (нар. 1969)
- П'єтер Боґдані (1630–1689)
- Маріа Антоніа Браілє (XX століття)
- Флора Бровіна (нар. 1949)
- Джєрджь Бубані (1899–1954)
- Діоніс Бубані (1926–2006)
- Клара Буда (XXI століття)
- П'єтер Буді (1566–1622)
- Уран Бутка (нар. 1938)
- Джьон Бузуку (XVI століття)

## В
- Джульйо Варібоба (1725–1788)
- Наум Векільхарджі (1797–1846)
- Ардіан Вехбіу (нар. 1959)
- Аніла Вілмс (нар. 1971)
- Екьрем Влора (1885–1964)
- Орнела Ворпсі (нар. 1968)

## Ґ
- Мірко Ґаші (1939–1995)
- Сабрі Ґодо (1929–2011)
- Одьїсе Ґріло (1932–2003)
- Луїджь Ґуракукьї (1879–1925)

## Д
- Гаврил Дара Молодший (1826–1885)
- Даут Демаку (нар. 1944)
- Адем Демачі (1936–2018)
- Муса Демі (1878–1971)
- Єронім Де Рада (1814–1903)
- Біляль Джаферрі (1935–1986)
- Юлія Джіка[1] (нар. 1949)
- Дімітер Джувані (1934–2009)
- Кадрі Джята (1865–1912)
- Фатмір Джята (1922–1989)
- Яков Дзодза (1923–1979)
- Рідван Дібра (нар. 1959)
- Спіро Діне (1846–1922)
- Дора д'Істрія (1828–1888)
- Ельвіра Донес (нар. 1960)
- Яхья Дукаґьїні (1498–1582)
- Григорій Дурреський (XVIII століття)

## Е
- Пал Енґ'єлі (1416–1470)
- Руді Еребара (нар. 1971)

## Ж
- Джєрджь Жеї (1926–2010)
- Петро Жеї (1929–2015)

## З
- Таяр Завалані (1903-1966)
- Мучі Заде (XVIII століття)
- Іняц Зампуті (1910–1998)
- Петракь Зото (1937–2015)

## І
- Анілда Ібрахімі (нар. 1972)
- Нікола Іванай (1879–1951)
- Вера Ісаку (нар. 1955)

## К
- Ісмаїл Кадаре (1936—2024)
- Хелена Кадаре (нар. 1943)
- Хасан Зюко Камбері (XVIII століття)
- Велі Карахода (нар. 1968)
- Амік Касорухо (1932–2014)
- Теодор Кеко (1958–2002)
- Скіфтер Келічі (нар. 1938)
- Єтон Келменді (нар. 1978)
- Джєрджь Кіріазі (1868–1912)
- Ардіан Клосі (1957–2012)
- Йоланда Кодра (1910–1963)
- Мусіне Кокаларі (1917–1983)
- Ведат Кокона (1913–1998)
- Дашнор Коконозі (нар. 1951)
- Арістід Кола (1944–2000)
- Ернест Коліджі (1903–1975)
- Фатос Конґолі (нар. 1944)
- Анастас Кондо (1937–2006)
- Фаїк Конітза (1875–1942)
- Ват Кореші (1936–2006)
- Еулоґіос Коурілас Лауріотіс (1880–1961)
- Ірма Курті (нар. 1966)
- Мітруш Кутелі (1907–1967)
- Реджеп Кьося (нар. 1936)
- Леон Кяфзезі (нар. 1953)

## Л
- Люлєта Лешанаку (нар. 1968)
- Фатос Любоня (нар. 1951)
- Скендер Люрасі (1900–1982)
- Наташа Ляко (нар. 1948)
- Теодор Лячо (1936–2016)

## М
- Сейфула Малешова (1900–1971)
- Джєке Марінай (нар. 1965)
- Петро Марко (1913–1991)
- Петрус Массаречіус (XVI століття)
- Леке Матренґа (1567–1619)
- Ванджєль Мексі (1770–1821)
- Есад Мекулі (1916–1993)
- Бранко Мерджані (1894–1981)
- Месіхі (XV століття)
- Дін Мехметі (1932–2010)
- Ндре Мєда (1866–1937)
- Міджєні (1911–1938)
- Джьон Музака (XVI століття)
- Беснік Мустафай (нар. 1958)
- Бетім Мучо (1947–2015)
- Фарук Мюртай (нар. 1955)

## Н
- Сулейман Наібі (XVIII століття)
- Крісто Неґовані (1875–1905)
- Ндоц Нікай (1864–1951)
- Фан Нолі (1882–1965)

## П
- Лудміла Пайо (1947–1995)
- Фаділь Пачрамі (1922–2008)
- Васо Паша (1825–1892)
- Арші Піпа (1920–1997)
- Аурел Пласарі (нар. 1956)
- Алі Подрімя (1942–2012)
- Ставрі Поне (нар. 1942)
- Ласґуш Порадеці (1898–1987)
- Фокьон Постолі (1889–1927)
- Іляз Прокші (1949–2007)

## Р
- Кадруш Радоґоші (нар. 1948)
- Луан Рама (нар. 1952)
- Муса Рамадані (нар. 1944)
- Ніязі Рамадані (нар. 1964)

## С
- Франческо Антоніо Санторі (1819–1894)
- Зеф Серембе (1844–1901)
- Нок Сініштай (нар. 1944)
- Брікена Смайлі (нар. 1970)
- Стурьйо Спассе (1914–1989)
- Джевахір Спахіу (нар. 1945)
- Луан Старова (нар. 1941)
- Хакі Стерміллі (1895–1953)
- Іліріана Сулкукі (нар. 1951)[2]

## Т
- Скендер Темалі (нар. 1946)
- Ісмет Тото (1908–1937)
- Касем Требешіна (1926–2017)

## У
- Вореа Уйко (1918–1989)
- Хайро Улькінаку (нар. 1938)

## Ф
- Ніколе Філія (1691–1769)
- Джьєрджь Фішта (1871–1940)
- Тезім Фракула (1680–1760)
- Даліп Фрашері (XIX століття)
- Наім Фрашері (1846–1900)
- Самі Фрашері (1850–1904)
- Шахін Фрашері (XIX століття)
- Лазар Фундо (1899–1944)

## Х
- Сінан Хасані (1922–2010)
- Ервін Хатібі (нар. 1974)
- Ріфат Ходжа (нар. 1946)
- Шефкі Хюса (нар. 1957)

## Ц
- Мартін Цамай (1925–1992)
- Сельїдже Ціу (1918–2003)

## Ч
- Нельсон Чабей (нар. 1939)
- Тома Чамі (XIX століття)
- Алекс Чачі (1916–1989)
- Андон Зако Чаюпі (1866–1930)
- Нікола Четта (1741–1803)
- Спіро Чомора (1918–1973)
- Діана Чулі (нар. 1951)

## Ш
- Халіт Шамата (нар. 1953)
- Сокол Шаметі (нар. 1978)
- Башкім Шеху (нар. 1955)
- Філіп Шірока (1859–1935)
- Стефан Шунді (1906–1947)
- Дімітер Шутерікі (1915–2003)

## Ю
- Ірхан Юбіка (нар. 1973)

## Я
- Халіль Ячеларі (1940–2009)
- Петро Янура (1911–1983)

## Зовнішні посилання
- (англ.) Албанське письменство [Архівовано 25 лютого 2009 у Wayback Machine.]

Шаблон:Албанське письменство
Шаблон:Списки письменників за національністю